# Theo Götz
Theo Nikolaus Götz (* 6. Dezember 1930 in Weingarten; † 15. September 2008 in Pfullingen) war ein deutscher Politiker der CDU. Er war von 1976 bis 1988 Mitglied des Landtages von Baden-Württemberg.

## Leben
Theo Götz studierte Lehramt an der Eberhard Karls Universität Tübingen. Er war fast 20 Jahre lang Oberstudiendirektor und von 1976 bis 1995 Rektor des Friedrich-Schiller-Gymnasiums (FSG) in Pfullingen.

## Politische Tätigkeit
1965 wurde er Mitglied des Gemeinderats in Pfullingen. Er war zudem Mitglied im Gutachterausschuss, in der Sanierungskommission sowie in verschiedenen weiteren Ausschüssen und Gremien tätig. 28 Jahren war er ununterbrochen stellvertretender ehrenamtlicher Bürgermeister der Stadt Pfullingen. 1999 verzichtete er auf eine erneute Kandidatur.
Von 1971 bis 2007 war er Mitglied des Kreistages Reutlingen. Von 1976 bis 1988 war Theo Götz für den Wahlkreis Metzingen-Münsingen-Hechingen Abgeordneter der siebten bis zehnten Wahlperiode im Landtag von Baden-Württemberg. Bei der parteiinternen Nominierung für die Landtagswahl 1988 unterlag er in einer Kampfabstimmung Paul-Stefan Mauz. Dies sorgte überregional für Aufsehen, weil erst kurz zuvor 120 Beschäftigte des Unternehmens Trigema aus Burladingen mit dem erklärten Ziel in die CDU eingetreten waren, Mauz zu einer Landtagskandidatur zu verhelfen.
Neben vielen Engagements baute er die Landeszentrale für politische Bildung auf. Als Vorsitzender des Sportkreises und als Landesvorsitzender der Deutschen Olympischen Gesellschaft gestaltete er maßgeblich den Bereich Sport mit. Er ist Initiator der Städtepartnerschaft zwischen Pfullingen und der Stadt Passy im französischen Département Haute-Savoie.

## Familie und Privates
Theo Götz war römisch-katholisch. Er war seit 1951 Mitglied der katholischen Studentenverbindung AV Cheruskia Tübingen und später auch der KDStV Tuiskonia München, beide im CV.

## Ehrungen und Auszeichnungen
- Verdienstkreuz am Bande des Verdienstordens der Bundesrepublik Deutschland (1980)
- Verdienstkreuz Erster Klasse des Verdienstordens der Bundesrepublik Deutschland (1988)
- Verdienstmedaille des Landes Baden-Württemberg (1996)
- Bürgermedaille als Stadtpfulben mit Brillanten der Stadt Pfullingen (2000)
- Großer Stern des Sports in Silber, höchste Auszeichnung des Württembergischen Landessportbundes (2004)
- Ehrenbürgerwürde der Stadt Pfullingen (2005)
- Ehrenbürgerwürde der Stadt Passy (Haute-Savoie)